# أنكريت
أنكريت (بالإنجليزية: Ankerite) (رمز ANK :IMA symbol) هو يشبه معدن الكالسيوم والحديد والمغنيسيوم وكربونات المنغنيز لمجموعة الكربونات المعينية السطوح بالصيغة: Ca ،(Fe ،Mg ،Mn) (CO3) 2 في التركيب، يرتبط ارتباطًا وثيقًا بالدولوميت، ولكنه يختلف عن ذلك في استبدال المغنيسيوم بكميات متفاوتة مِن معادن الحديد الثاني والمنغنيز، تشكل سلسلة مع الدولوميت وكاتنوهوريت.
الخصائص البلورية والفيزيائية تشبه تلك الخاصة بالدولوميت والسيدريت، الزاوية بين الانقسامات المعينية المثالية هي 73° 48°، والصلابة 3.5 إلى 4، والكثافة النسبية هو 2.9 إلى 3.1، اللون أبيض، رمادي أو محمر إلى بني مصفِر.
يحدث أنكريت مع السيدريت في الأحجار الحديدية المتحولة وتشكيلات الحديد، كما أنه يوجد في الكربوناتيت، ويحدث في الرواسب كمعادن متأصلة ومحدرة المنشأ وكمنتج للترسيب الحراري المائي، إنه أحد معادن سلسلة الدولوميت-سيديريت، والتي تم استخدام المصطلحات البني-سبار، واللؤلؤ-سبار، والصاري المر تاريخيًا بشكل فضفاض.
تم التعرف عليه لأول مرة كنوع متميز من قِبَل ويلهام كارل ريتر فون هايدينجل في عام 1825، وسُمَّي على اسم ماتياس جوزيف أنكر (1771-1843) من شتايرمارك، عالم المعادن النمساوي. تم العثور عليه في غرب تسمانيا، في مناجم في دونداس، تسمانيا.

## معرض الصور

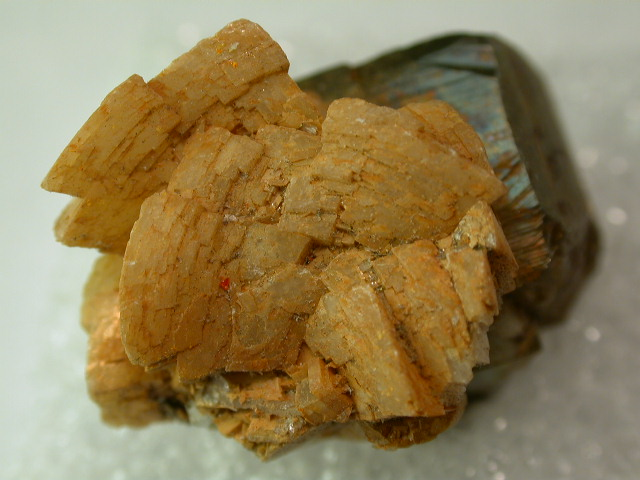
أنكريت على البيريت من مقاطعة كينج، ولاية واشنطن، الولايات المتحدة الأمريكية.
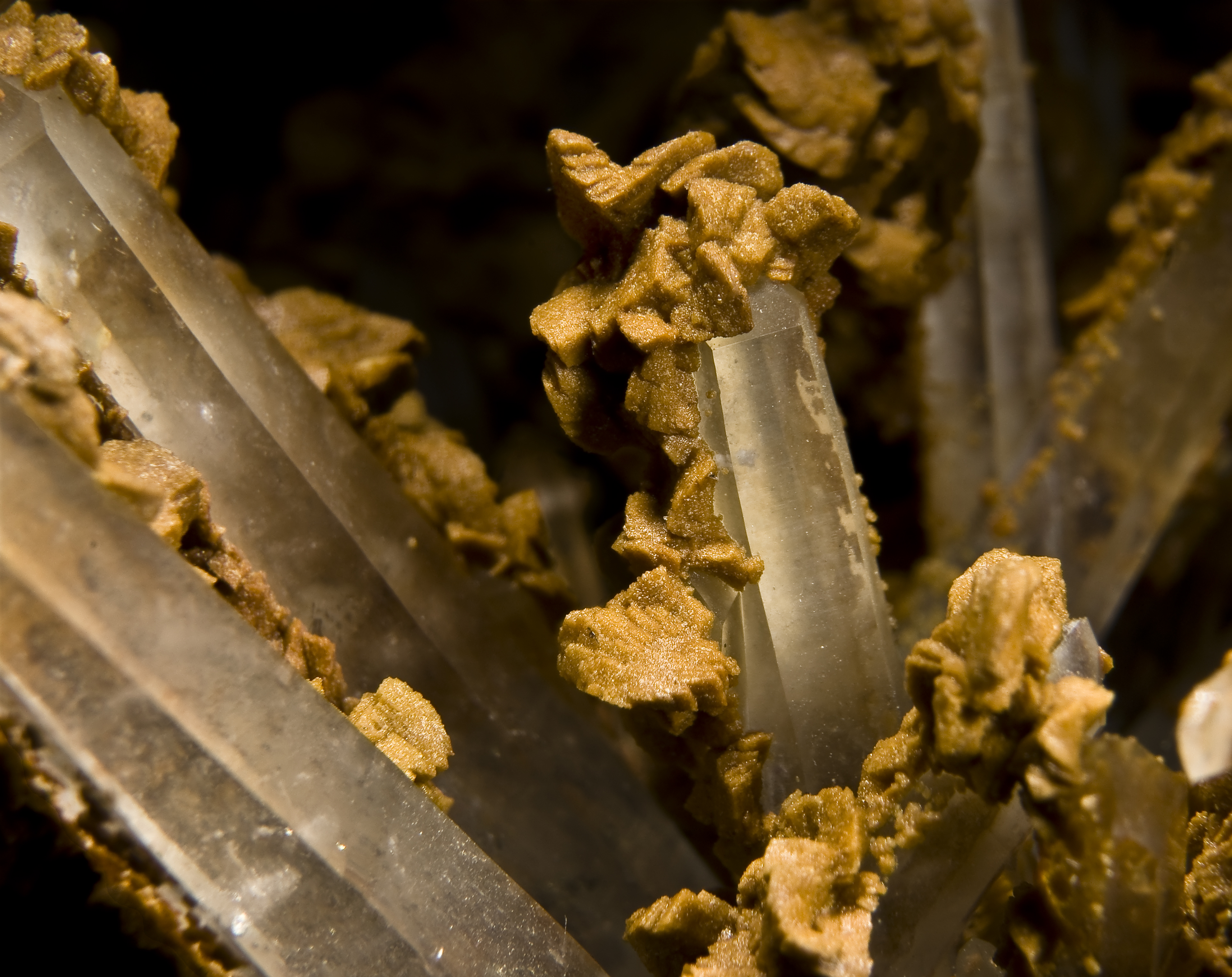
أنكريت على المرو من بيرو.